# Maternité suisse d’Elne

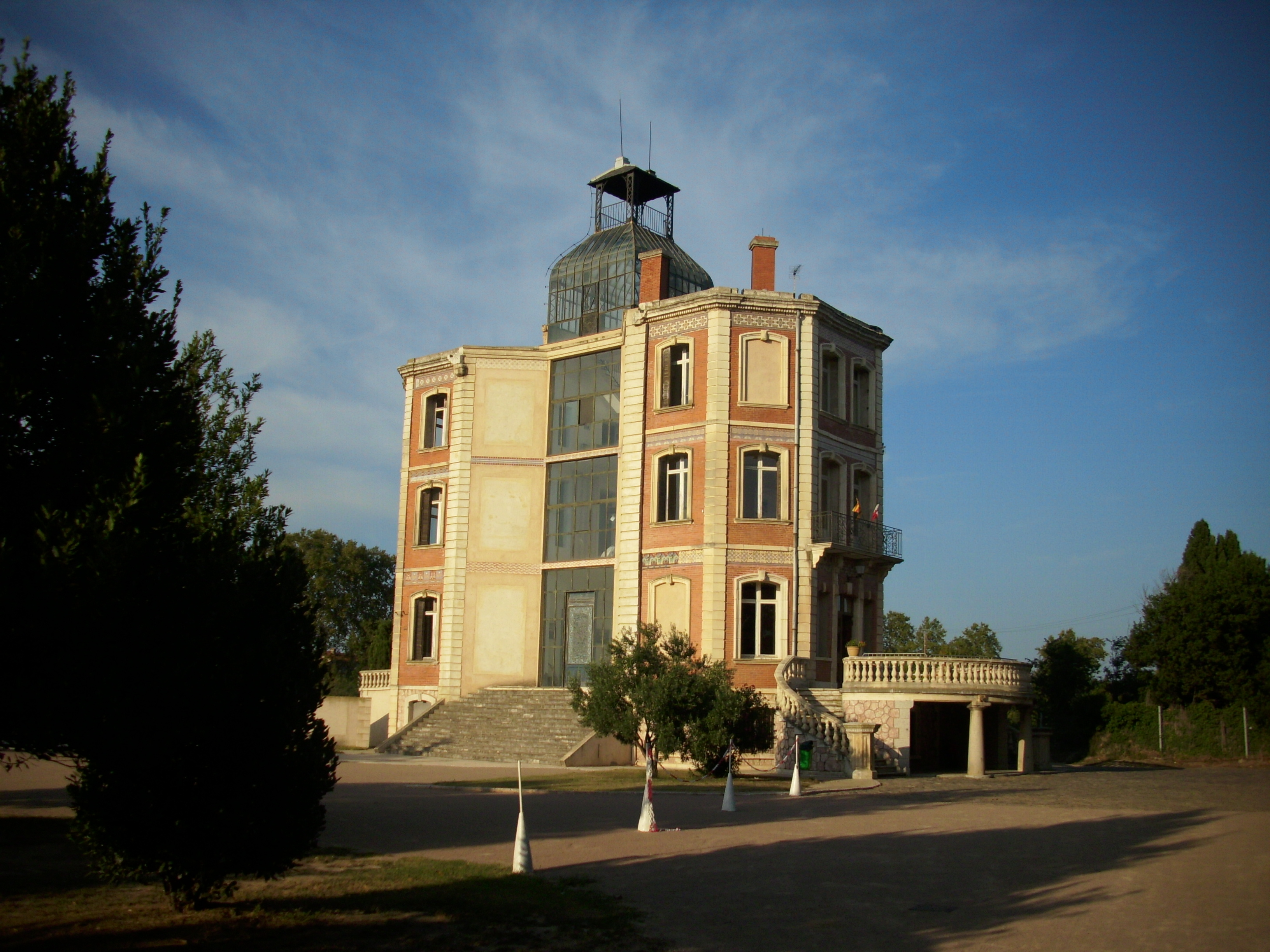
Die ehemalige Maternité suisse in Elne, nach ihrer Restaurierung (2007)

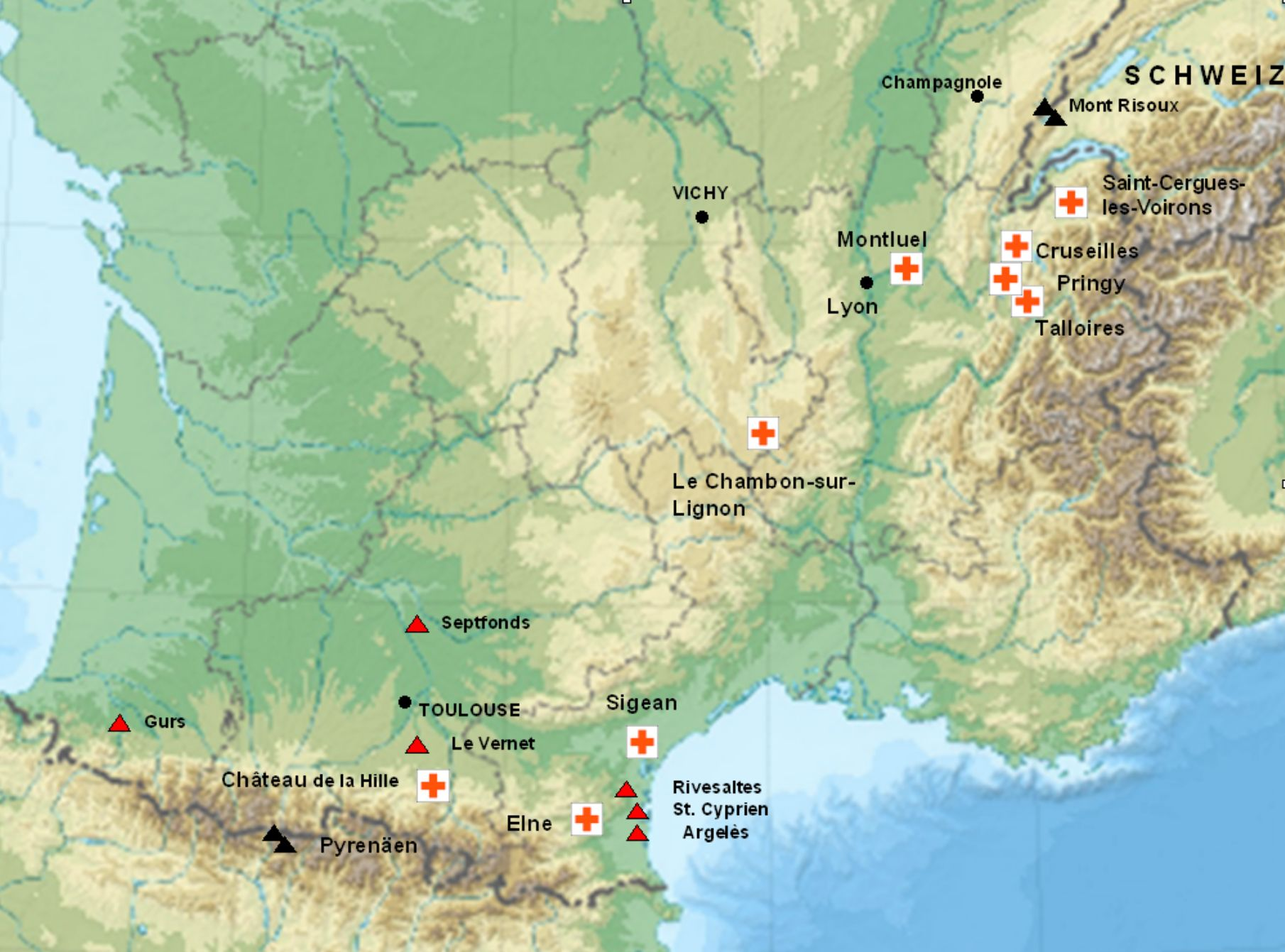
Standorte Internierungslager, Maternité, SAK/SRK-Kolonien (Auswahl)

Die Maternité suisse d’Elne im Château d’en Bardou in Elne im französischen Département Pyrénées-Orientales war eine Schweizer Entbindungsklinik für schwangere Frauen aus den französischen Flüchtlingslagern des Spanischen Bürgerkrieges.

## Vorgeschichte
1937 hatten sich 14 Hilfswerke zur Schweizerischen Arbeitsgemeinschaft für Spanienkinder (SAS) (Asociación de Ayuda Suiza a los niños de la guerra) vereinigt, um bei der Betreuung von Flüchtlingen und Notleidenden des Spanischen Bürgerkrieges zu helfen. Ab 1. Mai 1939 war Fritz Wartenweiler Präsident der Arbeitsgemeinschaft. Auf Anfrage des Zivildienstes reiste die Lehrerin Elisabeth Eidenbenz nach Spanien, wo sie in Madrid bei den Evakuationen von Kindern half und im Standquartier der Ayuda Suiza in Burjassot bei Valencia für den Mitarbeiterhaushalt sorgte und die von ihr eingerichtete Kantine betreute. Im Dezember 1938 kehrte sie in die Schweiz zurück.
Nach der Niederlage der Republikaner gegen die Franco-Truppen begann im Februar 1939 der Exodus (Retirada) von über 450.000 Flüchtlingen des Spanischen Bürgerkrieges nach Frankreich. In den Internierungslagern Argelès-sur-Mer, Camp de Rivesaltes, Saint-Cyprien und Septfonds lebten Zehntausende unter unvorstellbaren Bedingungen, darunter auch schwangere Frauen, deren Kinder kaum Überlebenschancen hatten.

### Maternité Brouilla
Der freiwillige Helfer Karl Ketterer überzeugte auch Elisabeth Eidenbenz, Ende Januar 1939 von Zürich nach Südfrankreich zu reisen und in einem leerstehenden Haus in Brouilla bei Perpignan eine Mütterklinik einzurichten, in die er mit der bereits vorhandenen behördlichen Erlaubnis die schwangeren Frauen aus den Internierungslagern bringen konnte. Die Frauen wurden mit der Rosinante abgeholt, einem Personenwagen, den die SAS auch im Spanischen Bürgerkrieg benutzte. Die Kinderbetten der Säuglinge waren Obstharassen, die man den Müttern samt Aussteuer mitgeben konnte, wenn sie nach ein paar Wochen wieder ins Lager zurückkehren mussten. Von März 1939 bis zur Schließung im September 1939 wurden 33 Kinder geboren.

## Maternité suisse d’Elne
Zwei Wochen nachdem Brouilla geräumt werden musste, fand Eidenbenz ein völlig verlottertes Schloss mit einer Glaskuppel im ein paar Kilometer von Brouilla entfernten Elne. Die SAS (ab 1940 Schweizerische Arbeitsgemeinschaft für kriegsgeschädigte Kinder SAK) finanzierte den günstigen Kauf des Gebäudes und die zweimonatigen Restaurierungsarbeiten.
Eidenbenz konnte die neue Schweizer Entbindungsklinik in Elne einrichten, nahm sie Anfang Dezember 1939 in Betrieb und führte sie – ab 1942 unter der Nachfolgeorganisation der SAK, der Kinderhilfe des Schweizerischen Roten Kreuzes (SRK, Kh) – mit der zeitweisen Hilfe von Elsbeth Kasser, Elsa Lüthi-Ruth, Friedel Bohny-Reiter, Renée Farny und anderen Schweizer Krankenschwestern. Zur Unterstützung seiner Mitarbeiter, der Heime und für die Logistik der Hilfsgüterlieferungen hatte die SAK/SRK einen Delegationsstützpunkt für die Südzone unter der Leitung von Maurice Dubois in Toulouse eingerichtet.
In der einfach eingerichteten Maternité, die spanischen Flüchtlingen dienen sollte und von spanischem Personal unterstützt wurde, bekamen die Räume spanische Namen: Barcelona für Kleinkinder ab sechs Monaten, Madrid für das Babyzimmer, Córdoba für den Raum der Schwangeren, San Sébastian, Santander und Zaragoza für die Mütterzimmer, Sevilla für das Kinderkrankenzimmer, Canigou für den Büro- und Wohnraum der Directrice Eidenbenz, die Señorita Isabel genannt wurde. Die Gebärzimmer befanden sich im ersten und zweiten Stock. Die anfänglichen Feldbetten wurden später durch Militärbetten mit Eisengestellen ersetzt. Die Kinder lagen – wie in Brouilla – in Obstkisten oder Wäschekörben, in denen man sie an die für sie wichtige frische Luft und Sonne auf den Balkon oder in den Garten bringen konnte.
Die Maternité war 1939 für die spanischen Flüchtlingsfrauen gegründet worden. Nach Kriegsausbruch wurden ab Sommer 1940 auch jüdische Frauen und Kinder aufgenommen. Friedel Bohny-Reiter brachte schwangere Frauen und kranke Kinder aus Rivesaltes nach Elne.
Von 1939 bis zur Schließung im April 1944 wurden 603 Kinder mit 22 Nationalitäten geboren, darunter etwa 200 von jüdischen Müttern, viele weitere wurden gesundgepflegt. Die erste Hebamme war eine Französin, später kamen jeweils für einige Monate schweizerische Hebammen und Kleinkinderschwestern unter dem Schutz des Roten Kreuzes zur Hilfeleistung.
Neben diesen Geburten und der Kinderbetreuung wurden die Flüchtlingslager in der Region mit Lebensmittellieferungen und dem Bau von Küchen- und Kantinenbaracken unterstützt. In Banyuls-sur-Mer gab es direkt am Meer ein Kleinkinderheim (Pouponnière) als Dépendance von Elne, wo sich Kleinkinder aus Rivesaltes erholen konnten. 1942 wurde die Dépendance wegen des für Kleinkinder zu starken Meerwindes ins drei Kilometer entfernte Castres verlegt.
Verfolgten wurde mit gefälschten Papieren bei der Flucht in die Schweiz geholfen. Gemäß dem Neutralitätsgrundsatz des Roten Kreuzes war es verboten, in Frankreich sogenannten «politisch» verfolgten Juden zu helfen. Dies musste deshalb verdeckt geschehen.
Im April 1944 wurde das Schloss vom deutschen Militär beschlagnahmt, weil die Invasion der Alliierten erwartet wurde. Innert vier Tagen musste alles in zwei Eisenbahnwaggons gepackt und nach Montagnac im Landesinnern gezügelt werden.
Das 1902 im Auftrag des Industriellen und JOB-Zigarettenpapierherstellers Pierre Bardou im Stil der Belle Époque vom dänischen Stararchitekten Viggo Dorph-Petersen erbaute Schloss drohte nach dem Zweiten Weltkrieg zu verfallen. Es wurde von privater Seite restauriert, später von der Gemeinde Elne gekauft und 2012 als historisches Denkmal der maternité suisse unter Schutz gestellt. Im Schloss wird ein kleines Museum unterhalten. Das Haus soll wieder der Beherbergung von kriegsgeschädigten Kindern dienen.

### Maternité Montagnac
Nach der Räumung der Maternité in Elne konnte für die Mütter und Kinder eine neue Zuflucht in Montagnac (Département Aveyron) gefunden werden. In Montagnac war es chaotisch, wegen der Kämpfe zwischen der Résistance und der Wehrmacht funktionierte nichts mehr. Es wurde nur ein einziges Kind geboren, weil die Geburten im Spital stattfanden. Als Elisabeth Eidenbenz im Oktober 1944 in die Schweiz zurückkehrte, übernahm eine ihrer Mitarbeiterinnen die Leitung und gab diese an Emma Ott weiter, die im März 1945 von der Kolonie La Hille kam. Nach nochmaligem Umzug von Montagnac nach Pau leitete sie die Maternité von Januar bis Mai 1946, nun für die Schweizer Spende.

## Ehrungen
- 2012 wurde das Schloss als historisches Denkmal der maternité suisse von der Gemeinde Elne unter Schutz gestellt.
- 2013 wurde an einem neuen Gebäude des Ozeanologie-Labors Arago, an der Stelle der ehemaligen Villa Saint-Jean, in Banyuls-sur-Mer eine Erinnerungstafel an das Kleinkinderheim angebracht.[2]

## Film
- Ein Herz für Kinder – Eine Schweizer Retterin im Zweiten Weltkrieg. Schweizer Fernsehen 2004, 31 Min.
- La llum d'Elna, 2016, Film. Dir. Sílvia Quer (auf Katalanisch)
- Memoria del Exilio – La Maternidad de Elna Online Video (14 Min.)